# Jan Smuts
Jan Christiaan Smuts (24. maj 1870 – 11. september 1950) var en fremtrædende statsmand, militær leder og filosof i Sydafrika og det britiske Commonwealth of Nations. Han var minister flere gange og var statsminister i Unionen Sydafrika fra 1919 til 1924 og fra 1939 til 1948. Han tjenestegjorde som britisk general i første verdenskrig og som feltmarskal i anden verdenskrig.
Som statsminister gik han mod flertallet af afrikanerne, som ønskede at fortsætte og formalisere den de facto apartheid-politik som herskede i mellemkrigstiden. Han etablerede og støttede Fagankommissionen efter anden verdenskrig som talte for afskaffelsen af al raceadskillelse i Sydafrika. Men Smuts tabte valget i 1948, før han kunne indføre forslaget og døde i 1950 som de jure apartheiden var i færd med at blive indført.
Han førte kommandoer i anden boerkrig for Sydafrikanske republik (Transvaal). Under første verdenskrig ledede han Sydafrikas armeer i Tysk Østafrika. Fra 1917 til 1919 var han et af fem medlemmer i det britiske krigskabinet og bidrog til at oprette Royal Air Force. Han blev feltmarskal i British Army i 1941 og deltog i Imperiets krigskabinet under Winston Churchill. Han var den eneste, som underskrev fredsaftalerne efter både første og anden verdenskrig.
En af hans største præstationer var etableringen af folkeforbundet. Udformning og indføringen hvilede i stor grad på Smuts' arbejde . Han opfordrede senere til oprettelsen af en ny international fredsorganisation: Forenede nationer. Smuts skrev forordet til De Forenede Nationers Pagt og var den eneste som både underskrev pagterne til Folkeforbundet og FN. Han forsøgte at redefinere forholdet mellem Storbritannien og dets kolonier ved at etablere det britiske statssamfund.
I 2004 blev han i en afstemning af South African Broadcasting Corporation valgt som en af de ti betydeligste sydafrikanere gennem tiderne.

## Opvækst
24. maj 1870 fik Jacobus Smuts (1845–1914) og hans kone Catharina (1845–1901) en søn på familiegården Bovenplaats i distriktet Malmesbury i Kapkolonien. Det var deres anden søn i det som skulle blive en familie på fire sønner og to døtre. Han blev døbt Jan Christiaan  efter sin morfar, Jan Christiaan de Vries.
Familien Smuts var dygtige bønder, som drev en lille ejendom, og som længe havde været etableret i området i fire generationer. Siden 1786 havde de dyrket jorden på gården Ongegund som Bovenplaats var del af. Det lå i Swartland, det vigtigste hvedeområde i Kapkolonien.
Jacobus Abraham Smuts levede på mange måder på samme måde som hans forfædre. Han var en hårdtarbejdende bonde, støttepille i kirken og leder i de sociale og politiske spørgsmål i nabolaget. Han blev valgt som repræsentant fra Malmesbury i Kaparlamentet. Smuts' mor, født Catharina Petronella de Vries, var søster til Boudewyn Homburg de Vries, prædikanten i Riebeek West ca. 5 km fra Bovenplaats. Familien de Vries var fra området omkring Worchester i Kapkolonien. Catharina fulgte sin bror som hushjælp, da han blev han udnævnt i Riebeek West. Der mødte hun Jacobus og giftede sig med ham i 1866. Hun havde en betydelig uddannelse og var en kulturel kvinde i området. Hun havde studeret musik og fransk i Kapstaden.
Da Jan var seks år gammel, flyttede familien i 1876 fra Bovenplaats til en ny gård cirka 22 km derfra. Gården Klipfontein havde Jacobus Smuts arvet. Han havde ønsket sig sin egen gård frem for at have en under opsyn af sin far.

### Familieliv
Familien Smuts var traditionelle afrikaner-bønder. Spørgsmål om ejendom og familiesager var i stor grad styret af traditioner. Den dikterede, at der vat knyttet forventninger til den ældste søn. Familien ville gå så langt, det lod sig gøre, for at give ham den bedst mulige uddannelse. De andre blev sat til at arbejde på gården, mens de samtidig fik hjemmeundervisning. Som anden sønnen var dette Jans rolle. Han blev på gården, mens hans bror Michiel blev sendt på skole i Riebeek West bestemt til en fremtid som prædikant i Hollands reformerede kirke på samme måde som hans onkel Boudewyn.
Arbejde på gården kombineret med undervisning af hans mor var Jans liv de næste år. I løbet af hans tidlige barndom og for ung til at få formelt ansvar på gården arbejdede han sammen med de farvede landarbejdere. På denne tid var forholdet mellem herrer og tjenere ikke baseret på social lighed. Men på disse gårde i Swartland var der kun lidt af den segregation, som allerede dukkede op andre steder i Sydafrika og som senere skulle få så alvorlige konsekvenser. Siden 1828 havde Kap principielt lighed mellem racerne . I modsætning til resten af Sydafrika, havde alle voksne mænd ret til at stemme og at stille til valg til koloniens forsamling, kun underlagt kravet til ejendom . Derfor eksisterede der en vis intimitet i disse landdistrikter mellem gårdejerne og deres arbejdere. Ved høst var det normalt at se begge grupper arbejde sammen, og det var også normalt at se gårdens børn lege uden hensyn til farve.
I dette liberale miljø arbejdede Jan sammen med tjenerne, lyttede til deres fortællinger, lærte landsbyens traditioner og forsøgte at hjælpe til så godt han kunne. Da hans kundskab og selvtillid voksede, begyndte Jan at drage ud i landsbyerne på egen hånd og udforskede højderne og dalene. Som han blev ældre, blev hans vigtigste ansvar grisene og fjerkræet, senere kvæget ude på velden. De samme traditioner, som bestemte Jans rolle som gårdejer, havde deres fordele. Boerbønderne gav deres sønner del i den naturlige øgning i dyreflokkene, som de passede. Som tiden gik, samlede Jan en stor besætning.
Men hans uddannelse blev ikke forsømt af arbejdet på gården. Hans mors betydelige uddannelse gav ham og hans søskende en fordel.

### Indflydelse udefra
Familien Smuts levede i en næsten eksklusiv afrikanerverden. Den definerede sig ikke i opposition til Storbritannien eller briterne. Bønder i Swartland var blevet fornærmet tidligere. Det kulminerede i en massiv boermigration i Great Trek. Resultatet var at Jacobus Smuts stort set var upåvirket af afrikanernationalismen som blev forkyndt af organisationer som Afrikaner Bond, grundlagt af Stephanus Jacobus du Toit i 1877. Bevægelsen blev efter 1884 mere efter Smuts' smag, da den kom under ledelse til Jan Hendrik Hofmeyr. Hofmeyr forandrede det fundamentale grundlag i organisationen, fra at forkynde afrikanerseparatisme til en som kombinerede pragmatisk politik af økonomisk protektionisme for Kapbønderne og deres varer med en opfordring til enhed mellem de engelsk- og nederlandsksprogene befolkninger og samarbejde med kolonimagter. Jacobus Smuts lovede støtte til Hofmeyr og den reformerede bevægelse som medlem af Kapforsamlingen.
Konflikt var et element, som næsten var fraværende fra Jan Smuts' tidlige liv i modsætning til mange andre dele af Sydafrika. Enten det var konflikter mellem briter og boere eller mellem sorte og hvide, så var det mange år siden bønderne i Swartland måtte tage sig af tumulter. Fraværet af konflikt og dets udvikling af fordomme havde effekt på Smuts.
Smuts skulle se tilbage på denne tid med glæde. Af alle hans oplevelser fra barndommen var det tiden han tilbragte på velden han mindedes; enten når han tog sig af kvæget eller var ude på ekskursioner på egen hånd Han udviklede en tilknytning til landskabet som var næsten åndelig af natur. Som han skrev i 1902 i en alder af 32:
| Citat | Hvor godt jeg husker årene jeg tilbragte med at tage mig af kvæget på den store gård, vandrende over hele den udstrakte velde hvor hver kløft, hver dal, hver koppie blev bestræbt til mig af de mest genkendelige associationer. Måned efter måned jeg tilbragte der i ensomhed, sammen med kvæget, mig selv og Gud. Velden havde blevet en del af mig, ikke bare på den måde at benene var en del af den, men i en vigtigere måde som identificerer naturen med mænd... Uden menneskelig selskab følte jeg en ånd af kammeratskab med objekterne omkring mig. På min barnlige måde samtale jeg med disse som med min egen sjæl, de delte min selvsikkerhed. | Citat |
|       | |       |

Normalt ville Jan Smuts have overtaget driften af familiegården og tilbragt sit liv som bonde som hans far, farfar og oldefar før ham. Men meget skulle forandre denne skæbne.

### Skoledage
Tragedien rammede familien Smuts i 1882. Deres ældste søn, Michiel, blev pludselig ramt af tyfoidfeber mens han gik i skole i Riebeek West. Han døde, og Jan var nu den ældste søn, og vægten af familiens forventninger lå alene på hans skuldre.
Få uger senere blev Jan sendt fra de kendte omgivelser ved Klipfontein til et internathus i Riebeek West for at tage sin brors plads på skolen til T C Stoffberg. Hans forældre havde allerede stukket hans fremtid ud, som den tidligere blev gjort med hans bror. Jans fremtid tilhørte den hollandske reformerede kirke, og han skulle ordineres som prædikant ved afslutningen af sine studier. Dette kald, selv om det var pålagt ham af hans forældre, var på ingen måde set som pålagt af Jan. Han voksede op i et miljø, hvor lydighed til kirken og rene gerninger betød alt. Denne opdragelse gjorde den tolv år gamle Jan til en dybt religiøs og alvorlig mand. Han stod over for et antal hindringer på skolen for første gang. Vigtigst af disse var hans landlige forståelse af engelsk i en tid, da det var hovedmediet for instruktioner og vigtig for enhver afrikaner som ønskede at spille en rolle i det bredere Kapsamfund . Takket være hans mors bestræbelser var han bedre forberedt end de fleste børn i lignende omstændigheder, men alligevel skulle han starte sin skolegang sammen med børn som var meget yngre end ham selv med lige mange års skolegang som separerede ham fra jævnaldrende.
Til trods for det viste Jan sig som en udmærket akademiker. Han passerede de andre børn både med tanke på medfødte evner og i hans vilje til at arbejde. Det var ikke for ingenting at hans lærer Stoffberg, beskrev ham som "en af de mest brillante elever han nogen sinde havde undervist, og den hårdest arbejdende mand han nogen sinde havde mødt". Inden tre år havde Jan gjort nok fremskridt til at tage sin egen aldersgruppe igen, børn med op til ti års formel uddannelse bag sig. Han fuldførte denne bemærkelsesværdige bedrift, da det var tid for at tage Kapkoloniens elementære eksamen i 1885. Jan kom på niendepladsen i hele kolonien. Året efter endte han på andenpladsen i eksamineringen.
Hans lærer mærkede sig snart hans akademiske evner og gjorde alt for at skaffe yderligere pensum til Jan. Men selv det skulle snart vise sig at være for lidt til at slukke en næsten umættelig tørst efter kundskab. Jan lånte stadig flere bøger fra læreren og pløjede sig gennem dem, frem for at deltage i de barnlige tidsfordriv med de andre børn. Få uger før hans anden eksamenen, fik det konsekvenser. Jan blev syg. Lægen gav ham besked om fuldstændig hvile med forbud mod arbejde eller læsning. Jan blev sendt i seng, men fulgte ikke lægens ordrer. I løbet af den påtvungne hviletid fik han lærerens søn på fire til at skaffe ham bøger fra sin fars arbejdsrum. Det lykkedes til lærerens kone kom på besøg. I sit enkelt møblerede rum var der få muligheder, men Jan gjorde så godt han kunne i at skjule sin samling af bøger. Lærerens kone fandt ham i sengen som forventet. Men det så ikke ud som drengen lå noget særlig komfortabelt. Hun tilbød sig at rede sengen for ham, noget han afslog og insisterede på at han havde det helt godt. Hun insisterede, og siden hun var lærerens kone, fik hun sin vilje. Hun opdagede grunden til Jans manglende komfort var et inderlig forsøg på at skjule en enorm stabel af forbudte bøger.
Men bøgerne under sengen havde ikke meget med hans studier at gøre. I Riebeek West udviklede han en livslang vane med at læse vidt uden for pensum. Han søgte kundskab for kundskabens skyld.
Jan fortsatte i 1886 i en alder af 16 år næste etape i sin uddannelse. Jan søgte på Victoria College i Stellenbosch, en af de mest fremtrædende institutter af højere uddannelse i Kap. Sent i 1886 ankom han der.

### Victoria College
Jan stod over for lignende problemer ved Victoria College som dem på skolen. Han var tilbagetrukket og opslugt af sine studier. Den bedste indikation på Jans personlighed på den tid, kommer fra et brev han skrev lige før han begyndte ved Victoria College. Brevet skrev han til en rådgiver der, dr. C Murray:
| Citat | ...en sådan plads (Stellenbosch), hvor et stort barnlig element eksisterer, giver en fornuftig rækkevidde for moralen, og det som er vigtigere, religiøs fristelse som dersom den slippes fri som mine forældre forventer og som jeg tænker at gøre...hvilken brug har sindet for mig, forstørret og forædlet på alle mulige måder, eftersom min religion er en forladt fører og moralen et forkert? | Citat |
|       | |       |

Med tanke på disse holdninger er det ikke overraskende at Jan tilbragte sine fem år i Stellenbosch stort set adskilt fra det "barnlige element", dvs. fra hans jævnaldrende. Uden socialt udløb begravede han sig i sit arbejde. Han lærte sig højhollandsk. Han nedsænkede sig i tysk og i værkerne til de tyske romantiker, mens han lærte sig gammelgræsk så at han kunne studere klassisk. Om søndagene deltog han både i gudstjenesterne om morgenen og kvælden og ledede bibelstudier for farvede mænd. I løbet af ugen fandt han også tid til jævnlige bønnemøder. Fysisk fortsatte han at tage lange, ensomme gåture.
Men Stellenbosch begyndte at runde af nogen af de skarpe kanter i Jans karakter. I løbet af tiden der begyndte han at kaste af sig sin bleghed. Her mødte han Isie Krige som han blev forelsket i. Hun tilbad ham og havde ærefrygt for hans intellekt. Han var glad for at have kvindelig selskab, særlig af nogen som gav ham selvtillid.
Han sluttede sig til den lokale milits og begyndte at skrive for collegemagasinet, for første gang begyndte han at vurdere de betydelige politiske sager som konfronterede Sydafrika. Han blev leder for collegets debatsamfund. I denne rolle blev han bedt om at tale i velkomsten til Cecil Rhodes da han besøgte colleget i 1868. Rhodes var i færd med at blive statsminister af Kapkolonien og var en ivrig forkæmper for et udstrakt sydafrikansk union og udvidelse af briternes herredømme i Afrika. Det var passende at Smuts som havde begyndende tanker i samme retning, skulle ønske ham velkommen med temaet panafrikanisme.
Disse gryende politiske tanker udviklede sig parallelt med hans filosofiske personlige system, idéer som han senere udviklede til filosofien holisme. Smuts skrev to politiske essays på denne tid, essays som allerede afslørede indflydelser til en af holismens nøglekoncepter, realiseringen af iboende sammenhold.
Det første essay blev skrevet i 1890 og hed South African Customs Union. Det blev nomineret for JB Ebden–prisen ved University of the Cape of Good Hope. Essayet bestod af cirka seksten sider og blev højt anbefalet, men vandt ikke prisen. I essayet vurderede Smuts de økonomiske relationer i kolonierne og staterne i Sydafrika, relationer som ofte var plaget af strid og smålig jalousi. Smuts konklusion var at:
| Citat | Ingen politik i nogen koloni eller stat er fornuftig som ikke anerkender og lægger til grund så meget som mulig i henhold til det faktum at Sydafrika er et, som består af flere separate dele, alligevel danner det en kommerciel og moralsk enhed. | Citat |
|       | |       |

Smuts undersøgte den eksisterende økonomiske ordning i Sydafrika i et forsøg på at illustrere svaghederne i den eksisterende ordning, svagheder som var til ulempe i hele Sydafrika. Han mente at fordelene med en økonomisk union var indlysende.
I The Conditions of Future South African Literature vurderede Smuts de kulturelle og emotionelle elementer som ville være nødvendig, i tillæg til den kommercielle union, for at realisere Sydafrikas enhed. Smuts vurderede at den største forhindring fandtes mellem de traditionelle afrikanere og de nye britiske immigranter. Han opfordrede briterne til at integrere sig med den eksisterende befolkning og afrikanerne til at acceptere den nye drivkraft som immigranterne førte med sig. Efter Smuts syn var en sådan konsolidering afgørende, både for den fremtidige nation Sydafrikas skyld, men også for opretholdelsen af de hvide befolkninger ovenfor den meget større afrikanske befolkning.
Smuts syn var af begrænset vigtighed på denne tid. Det var stile fra en skoledreng, og selv om argumentationen i dem var flydende, led det af mange analytiske mangler. Men temaerne i dem var langvarige grundsten i Smuts' politik.
Han gik ud med højeste æresbevisninger i litteratur og naturfag i 1891. Han søgte i og fik Ebden–stipendiet for oversøiske studier og forlod Kap for at studere jura ved Cambridge University.

### Cambridge
Smuts drog for at studere ved Christ's College i Cambridge, en lærd bastion i hjertet af det britiske imperium. Han skrev senere:
| Citat | I Cambridge læste jeg meget, vandrede meget og tænkte meget, og da jeg forlod universitetet, havde jeg antagelig drukket mere af kundskabens kilde end de fleste... Men jeg blandet mig ikke meget i stedets sociale liv. | Citat |
|       | |       |

Smuts kom til Cambridge i en alder af 21 år, tre eller flere år ældre end sine medstuderende. Han var isoleret fra sine jævnaldrende ved forskellig social baggrund, opdragelse og holdninger. Han beholdt sin nedladende holdning over for de "barnlige elementer" fra sin tid i Stellenbosch. Smuts led af forfærdelig hjemve i den første termin i Cambridge. Han beskrev sig selv som "fuldstændig ensom".
Han havde mulighed for et socialt liv. Han fik og accepterede invitationer til at slutte sig til debatsamfund og skrive for collegemagasinet i sin første termin. Men han fulgte ikke de muligheder op. Smuts' bleghed var uden tvivl med til det, men den vigtigste årsag var at Smuts levede i fattigdom, han manglede penge til at betale gæstfriheden tilbage.
Smuts modtog Ebden–stipendiet, som almindeligvis gav cirka £200 pr. år. Men på grund af en bankfejl fik Smuts kun £100. Før han forlod Kap, solgte han sine dyr på gården. Det var nok til rejsen og lidt penge i banken. Alligevel opdagede han snart, at selv de mest nødvendige studentudgifter var større end han havde råd til. Smuts skrev til bestyreren af Ebden–fonden, men fik at vide at intet kunne gøres. I desperation klagede han sin nød til en ven fra tiden i Stellenbosch teologiprofessor J I Marais. Han svarede straks med en check på £50 og opfordrede Smuts til at kontakte ham hver gang han trængte til penge. Marais fortsatte med at sende penge til Smuts i hele hans tid i Cambridge. Til gengæld tegnede Smuts en livsforsikring og opgav Marais som nærmeste pårørende.
Med en sikrere økonomi var Smuts i stand til at deltage i det sociale liv på universitetet som sangkoret The Original Christian Minstrels. Han fandt især bekendte blandt studenterne fra kolonien. Han drog på jævnlige vandreekspeditioner med venner og alene. Men han forblev ekstremt alvorlig og flittig, en holdning som var den vigtigste barriere mellem ham og de engelske studenter.
Smuts dyrkede sin lidenskab for litteratur i Cambridge. Han læste spredt i bøger, som ikke havde været tilgængelige for ham, selv ved Victoria College. Han var opslugt af romantikerne og transcendentalisterne. Hans yndlingsforfatter var den amerikanske digter Walt Whitman. Så stor var Whitmans påvirkning, at Smuts som student skrev en bog om Whitman. Den blev først trykt, da Smut blev berømt. Men det viste sig i Smuts' idealisme og hans senere værk, Holism and Evolution, der øste af den transcendentale bevægelse.
Smuts udmærkede sig også i jura. Han forsøgte sig med begge dele af jura tripos i løbet af et år og klarede det med førsteklasses resultat. Han vandt mange akademiske anerkendelser. Han vandt i 1893 den prestigefyldte George Long–pris i romerret og jurafilosofi, en særlig ære da prisen meget sjælden blev delt ud, da den krævede en akademisk standard, som sjældent blev opfyldt.
Smuts lærer professor FW Maitland, som var en af tidens største juraprofessorer, beskrev Smuts som den dygtigste jurastuderende, han nogen sinde havde undervist og gav Smuts en helhjertet anbefaling. Med den udmærkede akademiske baggrund og fine anbefalinger, tegnede Smuts' fremtid lys.
Han aflagde eksamen for Inns of Court og gik ind i Middle Temple. Muligheden for en udmærket jurakarriere lå nu foran ham. Christ's College tilbød ham et stipendiat i jura, men Smuts afslog. I stedet var han i juni 1895 tilbage i Kapkolonien, fast bestemt på at skabe sig en fremtid der.

## Kapstaden

### Tilbage til Sydafrika
Nyhederne om hans bedrifter i Cambridge havde nået Kapstaden. Han blev hilst af lokale akademikere som et eksempel på sydafrikansk intellektuel evne. Han returnerede sikker på, at hans kvalifikationer ville føre til en vellykket juristkarriere i Kap, en karriere som ville gøre det mulig for ham at betale sin gæld til professor Marais og at gifte sig.
Smuts etablerede sin praksis, men han fik få sager. Han begyndte at se efter andre måder at supplere sin indtægt. Han gav juridiske råd, men hans største tidsfordriv blev hurtigt journalistisk arbejde som freelancer. Han skrev om floraen og faunaen i Kap til anmeldelser, men han blev mest trukket mod politikkens verden.
Politikken i Kap var domineret af to mænd og én stor idé. Cecil Rhodes og Jan Hendrik Hofmeyr proklamerede sammen enhedsidealet, enhed i den hvide befolkning, briter og boere og enhed mellem kolonierne og republikkerne i det sydlige Afrika.

### Rhodes' vision
Rhodes var en af de rigeste mænd i Sydafrika. Han var bestyrelsesformand både i De Beers Consolidated Mines det dominerende diamantgraveselskab i Sydafrika og Consolidated Gold Fields et af de største guldgraveselskaber. Rhodes var også formand i British South Africa Company, som i 1889 fik et Royal Charter med ret til at udvikle landet på den anden siden af Limpopo, nu Zimbabwe og Zambia. Rhodes var en inderlig britisk imperialist, fast bestemt på at sprede britisk indflydelse i verden, særligt i Afrika. Sydafrika var delt ind i fire separate områder, de to britiske kolonier, Kap og Natal, og to afrikaner–republikker, Oranjefristaten og Transvaal. Rhodes, i lighed med mange andre på den tid, så denne region som en økonomisk og social helhed. Han var overbevist om at fremtiden var afhængig af at en klarede at realisere denne enhed ved at etablere en union, både politisk og økonomisk.
Han ønskede et forenet Sydafrika under det britiske flag. Men han indså at det ikke var noget som afrikanerne i Kap kunne støtte, og i endda mindre grad dem, som boede i Transvaal og Oranjefristaten. Han redefinerede sig derfor som kolonialist, begyndte at lægge vægt på vigtigheden til lokale interesser og satte dem over ideen om underlæggelse af en imperial magt. Det gav ham støtten til Hofmeyr, partiet Afrikaner Bond og en stor del af vælgerne i Kap. Rhodes blev valgt til statsminister i Kap i 1889.
Afrikaner Bond var det dominerende politiske parti i Kap. Det blev dannet i 1879 for at fjerne britisk magt og indflydelse fra Sydafrika. Under Hofmeyrs lederskab mistede det sin antibritiske brod. Hofmeyr delte Rhodes' vision af enhed og ledede sit parti i støtte til Rhodes. For at opretholde støtten til medlemmerne i Bond, gik Rhodes med på indrømmelser overfor Hofmeyr. Rhodes introducerede lovgivning som gav juridisk lighed mellem sprogene engelsk og hollandsk. Han indførte også en mild told på frugt og grønsager fra landbruget, noget som gav ham godvilje fra afrikanerne i Kap, hvis flertal var bønder.

### Transvaal–spørgsmålet
Traditionelt havde Kap været det økonomiske og politiske hjerte af Sydafrika. Opdagelsen af diamanter i Kimberley i 1870 havde forstærket denne dominans. Men hele magtbalancen i Sydafrika skulle ændre sig i 1886 da enorme guldforekomster blev opdaget i Transvaal, nær Witwatersrand. Næsten over natten forandrede Transvaal sig fra at være den mest landlige, tilbagestående og fattigste stat i Sydafrika til at stå for 25 % af verdens guld.
Opdagelsen af diamanter i Kap havde ført til en enorm strøm af investorkapital. Jernbaner blev bygget og åbnet landet og migranter strømmede til. I deres fodspor fulgte social og materiel udvikling. Men da dette kom til Transvaal, blev denne slags udvikling stærkt modarbejdet. Præsident Paul Kruger, hengivende kendt som Oom Paul (onkel Paul), var en dybt konservativ mand. Han var bekymret for at Transvaals religiøse og moralske karakter ville ændre sig med gravernes vækst. Byer som Johannesburg havde allerede ændret sig fra rolige landsbyer til enorme gravelejre, fyldt med prostitution og drukkenskab, laster som blev afskyet af de calvinistiske afrikanerne. En fælles følelse var at "graveindustrien er dødsdommen for det virkelige Transvaal i tanke og ånd".
Disse migranter, eller uitlanders, havde potentiale til at forandre Transvaal for altid. Den transvaalske regering anslog at der i 1895 var 30.000 afrikanervælgere (eller burghere som de var kendt som) mod 60.000 uitlanders . Kruger gjorde alle forsøg på at beholde magtbalancen til burghernes fordel. Indledningsvis, fra guld først blev opdaget til 1890, kunne uitlanders skaffe sig stemmeret efter at have boet i landet i fem år. Bopligten øgede i 1890 til fjorten år, kombineret med at søgerne måtte være over 40 år, efter at omfanget af immigrationen blev tydelig. En forsøgte ar kompensere ved at oprette en ny forsamling, anden Volksraad, med begrænset lovgivende mandat. Alle love skulle ratificeres af Volksraad. Uitlanders kunne skaffe sig stemmeret til den nye forsamling efter at ha boet i landet i to år og retten til at vælges efter fire år. Til trods for dette genstod det faktum at samtidig som guldindtægterne var Transvaals vigtigste indtægtskilde, blev uitlanderne i realiteten nægtet påvirkning i styret af landet.
Kruger kæmpede også mod eksterne kræfter som han så på som en trussel mod Transvaals uafhængighed. Kruger havde deltaget i Great Trek som tolv år gammel dreng, og han var meget mistænksom ovenfor briternes regionale magt. Han havde spillet en nøglerolle i modstanden mod den britiske annekteringen i 1877. Forsøgene kulminerede i Pretoriakonventionen i 1881 og senere Londonkonventionen i 1884. Disse konventioner garanterede Transvaals uafhængighed, kun underlagt Storbritanniens ret til at udøve kontrol over enkelte politiske områder, først og fremmest Transvaals udenrigsrelationer. Kruger var fast bestemt på at forhindre yderligere britiske tilraning, enten det var militært, økonomisk eller politisk.
Transvaal var mistænksomme for Rhodes' motiver, nægtede at vurdere en foreslået toldunion for det sydlige Afrika og modsatte sig stærkt videre udvikling af jernbaneforbindelser til Kap. Spørgsmålene om jernbaner og økonomi var langtfra en samlende kraft og endte i en handelskrig i 1894. Det landlåste Transvaal var afhængig af havnene i Kap og Natal på grund af væksten til den vitale guldindustri, og begge havne var under britisk kontrol. Kruger var fast bestemt på at fjerne denne potentielle økonomiske flaskehals. Han så mod øst og begyndte at forhandle med portugisiske kolonimyndigheder. Transvaal sikrede sig fra Portugal retten til at bygge en jernbanelinje til havnen i Delagoa Bay, en linje som blev fuldført i 1894. Kruger øgede så drastisk toldraterne på lasterne som gik sydover i et forsøg på at tvinge graveselskaberne væk fra linjerne til Kap og Natal og over på den nye rute. Situationen eskalerede hurtigt og kulminerede i at Transvaal forbød al import som kom via Kap. Sagen blev først løst da Storbritannien informerede regeringen i Transvaal om at deres handlinger var et brud på Londonkonventionen  og at om disse restriktioner ikke blev ophævet, ville den britiske regering være forpligtet til at intervenere.
Der var også betydelig politisk opposition mod Kruger i Transvaal, ikke bare fra de hovedsagelige probritiske uitlanders, men fra mange burghere, mænd som uden tvivl havde patriotiske og republikanske følelser. Men så længe Kruger beholdt majoriteten og forblev ved magten, var der lille chance for nødvendige handlinger som kunne føre til deltagelse i en økonomisk, for ikke at sige politisk, union.

### Smuts’ politiske fødsel
Smuts var på linje med Rhodes' offentlige platform af sydafrikansk enhed, tanker som den unge Smuts havde begyndt at forsvare i sin tale ved Victoria College i 1888 og i sit Ebden–essay i 1891. Smuts så union som meget fordelagtig. Det eneste vanskelige punkt var hvorvidt det ville være en union domineret af Storbritannien eller af afrikanerne. Men der var en anden vej som blev eksemplificeret af relationerne mellem Rhodes og Bond, en union mellem stater og kolonier som blev fulgt af en union mellem de hvide racer. Spørgsmålet om enhed skulle ikke falde på det gamle argument om briterne eller boerne ville have overtaget. Det forenede Sydafrika skulle drives af en forenet race af sydafrikanere. Smuts så på denne alliance mellem Rhodes og Hofmeyr, unionen mellem de to hvide racer, som en permanent og uløselig del af livet i Kap, et optimistisk tegn for fremtiden til resten af Sydafrika. Smuts var bestemt på at gøre det han kunne for at støtte denne proces, han brugte sine avisartikler til støtte for Rhodes og forsvarede det han så på som manden med visionen mod hans trangsynde og fastgroede rivaler. Som Smuts kom til at skrive i 1902:
| Citat | Da mr Cecil Rhodes dukkede op på scenen i 1889 som statsminister i Kapkolonien under beskyttelse af Bond, med en platform af forbrødring mellem racerne, politisk konsolidering af Sydafrika og nordlig ekspansion, midt naturlig syn i tillæg til storhedens glamour som skilte denne politik fra "vandpumpe"–politikken til hans forgængere, gjorde det mig til en slags konvertit til hans syn. Jeg begyndte at drømme om et stort Sydafrika hvor englænderne og boerfolket kunne leve sammen i fredelig sammenhold. | Citat |
|       | |       |

Smuts så på politikken til Transvaal med skuffelse. Han lagde stor vægt på blodsbåndet og venskabet mellem afrikanerne. Transvaal, i lighed med det meste af Sydafrika, havde oprindelig været befolket af mænd fra Kap. Smuts var sikker på at alle afrikanerne i hele regionen måtte have de samme interesse. Han identificerede to hovedfaktorer som hindrede union, den britiske befolknings nøl i at slå rødder, at regne Sydafrika som et hjem frem for at se tilbage til Storbritannien, og afrikanernes ønske om at holde sig for sig selv og stole på sit overlegne antal for at fremtvinge sin vilje på resten. Så langt som Smuts kunne se havde disse hindringer blevet fjernet i Kap, men ikke i Transvaal.
Smuts gav skylden for det på det han kaldte en "hollandsk tendens". Transvaal manglede mænd med talent til at drive det som i realiteten var et nyligt industrialiseret land. Kruger så derfor udenfor landet, hovedsagelig til Holland. I Holland var der betydelig interesse for Transvaal med tanke på at landet stort set var befolket af mennesker af hollandsk ophav. Efter var det et betydelig antal af kundskabsrige unge mænd som rejste ned og som til slut dominerede administrationen i Transvaal. Kruger ønskede dem velkommen, ikke bare fordi de var af samme blod, men Holland havde ingen politiske ambitioner i Sydafrika i modsætning til Storbritannien og hendes uitlanders.
Smuts kunne acceptere at nølen mod union og udvikling skyldtes et enkelt, gudfrygtig folk som var bekymret for effekten migranterne og industrien ville have på deres gamle pastorale liv. Men Smuts var overbevist om at disse bekymringer havde blevet uberettiget opmuntret af disse hollændere som var mere optaget af at opretholde sine egne positioner end at handle til det bedste for afrikanerne.
Hofmeyr henvendte sig til Smuts i oktober 1895 og bad ham tale Rhodes' sag på et møde som skulle holdes i Kimberley. Smuts gik med på dette og den 29. samme måned talte han til støtte for Rhodes, både manden og politikken. Smuts forsvarede Rhodes på mange fronter, men særlig mod anklagerne om at Rhodes handlede tvetydig i sin behandling af Bond. De dårligere stillede havde vansker med at slå sig til ro ovenfor Rhodes' tidligere intense imperialisme med tanke på hans nyvunden bekymring for koloniens vel.

### Jameson Raid
Smuth anede ikke at denne tale snart skulle ydmyge ham betydelig. Samtidig forberede Rhodes at tage drastiske tiltag for at oprette sin sydafrikanske føderation. I modsætning til Hofmeyr som var fornøjet med at lade tingene udvikle sig i sit eget tempo, den syvti år gamle Kruger og hans hindrende politik kunne uanset ikke vare meget længere, frygtet Rhodes at Transvaals voksende rigdom skulle give dem en afgørende stemme i fremtidige unionsforhandlinger. Rhodes var ikke en gammel mand, men hans helse var nu for usikker til at han kunne være tålmodig, ikke eftersom han ønskede at se sine ambitioner sat ud i livet i løbet af hans levetid. Rhodes var bestemt på at fremtvinge en løsning.
Rhodes' store idé var Jameson Raid, en væbnet invasion af Transvaal kombineret med samtidige iscenesatte oprør blandt uitlanderne. Han troede at dette ville føre til at Krugers regering blev kastet, noget som ville åbne vejen for at den britiske højkommissæren kunne gribe ind og genoprette orden. Orden ville sige på britiske betingelser.
Den 29. december 1895 invaderede 600 mænd ledet af dr Leander Starr Jameson Transvaal. Men området var ikke godt nok forberedt. Uitlandernes oprør lod være at materialisere sig og de invaderende styrker blev hurtigt kuet og arresteret. Telegrammer og notater fundet i bagagen til Jameson afslørede Rhodes' rolle.
Reaktionen til raidet var lynhurtige. Bond fordømte Rhodes' fremfærd, og han blev tvunget til at gå af. Der var international fordømmelse fra Storbritanniens rivaler i Afrika, særligt fra Tyskland. I et telegram til Kruger, gratulerede den tyske kejser ham med at have «genoprettet fred og opretholdt landet mod angreb, uden at appellere om hjælp fra venligtsindede magter».
Kap blev polariseret langs racelinjerne. Briterne var lamslået af antydninger om international intervention og tog det som national stolthed at støtte Rhodes og den britiske imperialismens sag (følelser kendt som "jingoisme"), mens afrikanerne fordømte hans dobbeltspil og så mod enhed med sine medafrikanere i Transvaal og Oranjefristaten. Det var ikke bare Rhodes som viste sig at være en falsk profet, men den store drøm om forsoning havde nu kollapsede i et kor af gensidig antagonisme og beskyldninger.
Smuts følte en skarp form for svig. Han syntes at Rhodes' dobbeltspil og reaktion til den britiske befolkning var modbydelig, og han begyndte at identificere sig mere og mere med sit eget samfund, afrikanerne, både de som var i kolonien og ellers i Sydafrika.
Smuts' politisk karriere var over for denne gang. Det politiske lederskab i Kap havde blevet overladt til de samme ældre "vandpumpe"–politikerne som han tidligere syntes var håbløse. Han fortsatte sin journalistik, men han klarede ikke at gøre fremskridt i sin juridiske praksis. Han gjorde et sidste forsøg på at sikre en fremtid i Kap. I marts 1896 søgte han på en undervisningsstilling i jura ved South Africa College, men blev forkastet til fordel for en ældre mand. Smuts begyndte at vurdere en fremtid udenfor kolonien. I september 1896 besøgte han Transvaal. Han skrev i 1902:
| Citat | I løbet af 1896 blev det så klart for mig at den britiske forbindelse var skadelig for Sydafrikas bedste interesser, at jeg frygtede at min videre position som politiker i Kap ville være falsk. Jeg forlod derfor kolonien for godt og slog mig ned i Transvaal. | Citat |
|       | |       |

Smuts' afrejse fra Kap havde mindre med politik at gøre end han senere ville antyde. Som uitlander ville han ikke få stemme før han havde boet i Transvaal i 14 år. Det er sikkert, at han syntes, det politiske klima i Kap var ugæstfrit, men sandheden var at til trods for hans syn på Krugers republik, håbet han at den ville give en ung mand som ham bedre muligheder end han fandt i Kap. Smuts drog til Transvaal den 20. januar 1897.

## En ny start
Smuts etablerede sin juridiske praksis i den blomstrende graveby Johannesburg. Efter de nedslående oplevelser i de sidste 22 måneder i Kap, opdagede han til sin overraskelse at han var i stand til at få et anstændig levebrød af sin jura. Han fortsatte at supplere sin løn med lidt juridisk rådgivning og journalistik. Efter bare tre måneder i Johannesburg, følte han sig finansielt tryg nok til at tænke på ægteskab. Han dukkede op ved huset til Isie Krige på et besøg i Kap i april 1897 og friede. Parret giftede sig få dage senere, og det var Smuts' velgører fra dagene i Cambridge, professor JI Marais, som stod for vielsen. Smuts drog tilbage til Johannesburg med sin nye kone. Smuts' liv roede sig i en lykkelig rutine, parret fik tvillinger i marts 1898, men de døde nogen uger senere.
Johannesburg var en graveby med kun 50.000 hvide, og der var få højt uddannede. I denne gruppe blev hver enkelt hurtig kendt med sine ligemænd. Smuts fik hurtigt et udmærket rygte, respekteret for sin gode læreevne, sin evne til at argumentere en sag og for hans integritet. Han blev snart kendt med flere af de ledende mænd i Transvaal. En ven introducererede ham for Piet Grobler, præsident Krugers nevø og privatsekretær. Grobler introducererede Smuts for præsident Kruger.
Smuts gjorde indtryk på præsidenten. Kruger skrev senere om sin umiddelbare tiltrækning til Smuts' magt og drivkraft. I sine memorer beskriver han Smuts som en mand af "jernvilje", bestemt, eftersom han blev sparet, til at spille en stor rolle i Sydafrikas historie.
Smuts begyndte at gøre sig mærkbar i en tid med store kontroverser i Transvaal. Kruger var rasende på højestereten i sagen Brown mod Leyds og blev afvist af højesteretsjuratitiarius JG Kotzé. Omstændighederne omkring hans dom er værd at udforske siden den illustrerer den generelle tilstand i den offentlige administration i Transvaal på den tid.
Sagens stridsspørgsmål var Browns krav på graverettigheder til en værdi af £372 400 mod republikken. Dette var en betydelig sum, men sagen rejste vigtigere principielle implikationer. Sagen kogte ned til et fundamentalt lovprincip, havde Volksraad brugt den relevante lovgivning i samsvar med konstitutionen? Højesteret sagde i januar 1897 at dette ikke var tilfældet, gav Brown kravet og hævdede retten til at undersøge al lovgivning for at sikre dens konstituel lovlighed, de såkaldte "testrettigheder".
Roden til problemet var den sjuskede udformning af konstitutionen, et dokument som opstod i et politisk kompromis mellem krigsfraktioner mere end et sammenhængende lovdokument. Konstitutionen var så vag og dunkel på mange områder at den aldrig havde blevet taget særlig alvorlig og med respekt som et sådan dokument almindeligvis har.
Konstitutionen lagde kompleks procedure ned en for godkendelse af lovgivning. Blandt andre krav, måtte den foreslåede lovgivning være offentlig publiceret tre måneder før den blev lov. I de tidlige år i republikken blev det normalt at Volksraad overså dette. I stedet for at følge konstitutionens procedure, vedtog Volksraad al lovgivning gennem enkle majoritetsresolutioner. Denne procedure var hurtig, enkel og havde den fordel at domstolene behandlede al lovgivning som om den blev lov umiddelbart. Eftersom højesteret fik sin ret til at gennemse al lovgivning, ville de næsten helt sikkert erklære næsten alle love som var vedtaget de sidste fyrre år for ugyldige, fra love om alkohol og offentlig moral til de uundværlige guldlove. Transvaal ville blive frataget sit moralske og økonomiske grundlag på et øjeblik.
Det var Kotzés insisteren på at fastholde denne ret som førte til at han blev afsat i februar 1898. Mens den juridiske opinion havde været delt i Kotzés afgørelse i Brown mod Leyds var juridisk fornuftig, særlig siden han ikke havde haft problemer med lovgivning gennem resolution i hans tidligere afgørelser, var der betydelige protester mod at han blev afsat, særlig fra uitlandernes repræsentanter. Krugers handling blev vidt set på som uønsket indblanding i domstolenes uafhængighed. Smuts støttede stærkt Krugers handlinger, skriftlig og i diskussioner, både politiske og juridiske. Smuts gik så langt som at publicere en juridisk vurdering til præsidentens støtte.
Situationen var ikke fuldt så skarpt afgrænset som diskussionen mellem udøvende og dømmende magt kan tyde på. Kotzé var ikke bare dommer, men også politiker, en politiker som i 1893 var Krugers rival i præsidentvalget. Smuts var overbevist om at Kotzés handlinger var stærkt motiveret af et ønske om at appellere til de britiske elementer: uitlanderne, højkommissæren og kolonikontoret. Hver af dem havde været offensive i sin kritik af den kaotiske tilstand i Transvaal–administrationen. Smuts fordømte dette forsøg på at tilrane sig position til afrikanerne i afrikanerrepublikken.

### Anden verdenskrig
Tekst mangler, hjælp os med at skrive teksten

## Tiden efter anden verdenskrig
Tekst mangler, hjælp os med at skrive teksten

### Primærkilder
- Hancock, WK og van der Poel, J (red), Selections from the Smuts Papers, 1886-1950, (7 vols), (1966-73)
- Spies, SB og Natrass, G (red), Jan Smuts – Memoirs of the Boer War Jonathan Ball, Johannesburg 1994

### Sekundærkilder
- Armstrong, HC, Grey Steel: A Study of Arrogance, (1939), ASIN B00087SNP4)
- Crafford, FS, Jan Smuts: A Biography, (1943), ISBN 1-4179-9290-5
- Friedman, B, Smuts: A Reappraisal, (1975)
- Geyser, O, Jan Smuts and His International Contemporaries, (2002), (ISBN 1-919874-10-0)
- Hancock, WK, Smuts: 1. The Sanguine Years, 1870—1919, (1962)
- Hancock, WK, Smuts: 2. Fields of Force, 1919-1950, (1968)
- Hutchinson, John, A Botanist in Southern Africa, (1946), PR Gawthorn Ltd.
- Ingham, K, Jan Christian Smuts: The Conscience of a South African, (1986)
- Millin, SG, General Smuts, (2 vols), (1933)
- Reitz, D, Commando: A Boer Journal of the Boer War, (ISBN 0-9627613-3-8)
- Smuts, JC, Jan Christian Smuts, (1952)

## Eksterne links
- "Revisiting Urban African Policy and the Reforms of the Smuts Government, 1939-48", af Gary Baines Arkiveret 8. juli 2007 hos  Wayback Machine
- Africa And Some World Problems af Jan Smuts på archive.org
- Holism And Evolution af Jan Smuts